# Шарухен
Шарухен (др.-евр. שָׁרוּחֶן‬) — древний город в пустыне Негев.

## История

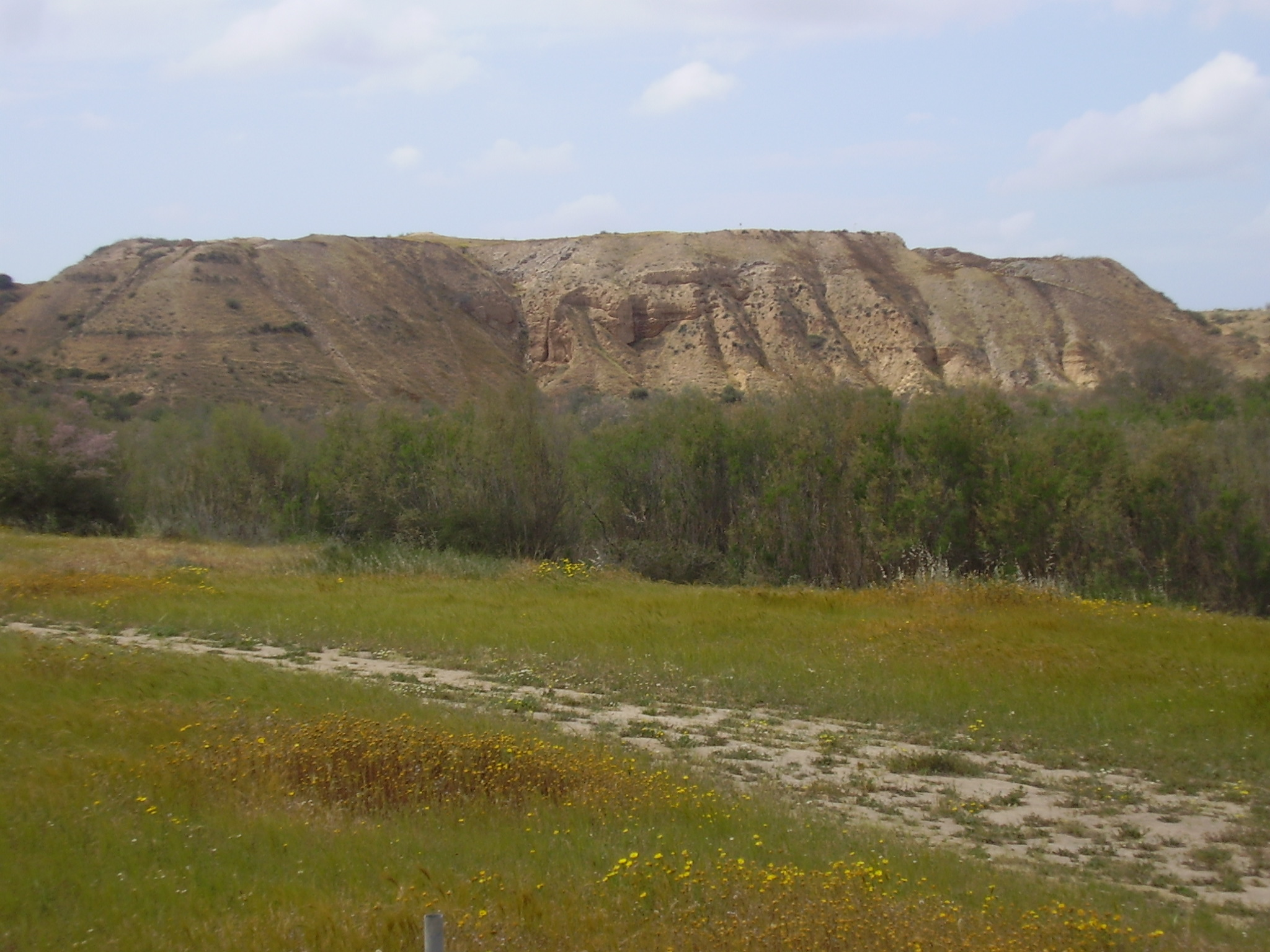
Телль-эль-Фара

Шарухен (Scharachana) неоднократно упоминается в египетских рукописях. После изгнания гиксосов из Египта во второй половине XVI века до н. э. они бежали в Шарухен и укрепили его. Армия первого фараона Нового царства Яхмоса I захватила и разрушила город после трехлетней осады.
Шарухен упоминается в книге Иисуса Навина (Нав. 19:6), как город в уделе колена Симеонова.

## Идентификация
Сейчас по крайней мере два места могут быть идентифицированы как древний Шарухен:
1. Многие историки и археологи сейчас считают, что Шарухен располагался в южной части Бесора (31°16′55″ с. ш. 34°28′57″ в. д.HGЯO).
2. Археолог Флиндерс Питри, под руководством которого в 1930-х годах проводились археологические раскопки Телль-Шарухена считал, что на месте Шарухена расположен г. Тель эль-Айюл (31°28′04″ с. ш. 34°24′15″ в. д.HGЯO) в районе Газы.

По Библейской энциклопедии архимандрита Никифора отождествляется с Тель-Шериах между Газой и Беер-Шевой.
Библейская энциклопедия Брокгауза отождествляет Шарухен (Телль-Шарухен) с современным Телль-эль-Фара, примерно в 25 км южнее Газы. Энциклопедия считает, что Шелихим (Нав. 15:32) и Шаарим (1Пар. 4:31), видимо, обозначают тот же самый город.